# Trehörningsgöl (Tveta socken, Småland)
Trehörningsgöl är en sjö i Hultsfreds kommun i Småland och ingår i Emåns huvudavrinningsområde.